# Thereva suifenensis
Thereva suifenensis är en tvåvingeart som beskrevs av Ouchi 1943. Thereva suifenensis ingår i släktet Thereva och familjen stilettflugor. Inga underarter finns listade i Catalogue of Life.